# Bukettnarciss
Bukettnarciss (Narcissus × medioluteus) är en hybrid i familjen amaryllisväxter mellan pingstlilja (N. poeticus) och gulkronad tazett (N. tazetta subsp. tazetta). Numera förs sorter av den här hybriden vanligen till gruppen tazettnarcisser (N. Tazett-gruppen), de fylldblommiga förs dock till fylldblommiga narcisser (N. Fylldblommiga Gruppen).

## Sorter
- 'Bridal Crown'
- 'Cheerfulness'  J.B. van der Schoot före 1923
- 'Geranium'
- 'Scarlet Gem'
- 'Sir Winston Churchill'  H.A. Holmes 1966
- 'Yellow Cheerfulness'  Eggink Bros 1937